# Statsrådet
 For alternative betydninger, se Statsråd. (Se også artikler, som begynder med Statsråd)
Statsrådet er et dansk statsorgan, der består af den danske monark (kongen eller dronningen), den myndige tronfølger og alle de danske ministre. Statsrådet ledes af monarken. I dag er Statsrådets væsentligste funktion at foretage den formelle stadfæstelse af de love, som Folketinget har vedtaget. Stadfæstelsen sker ved, at monarken godkender de af Folketinget vedtagne love ved at underskrive disse sammen med den ansvarlige ressortminister. Regeringen orienterer også monarken om de nye lovforslag og beslutningsforslag, som regeringen vil fremsætte for Folketinget. Statsrådet har i dag hovedsagelig ceremoniel betydning, og der sker ikke på mødet nogen egentlig drøftelse af de vedtagne lovforslag, der skal stadfæstes.
Statsrådet er beskrevet i Grundlovens § 17.
I Sverige og Norge er Statsråd også betegnelsen for de siddende ministre; på svensk betegner således ett statsråd og på norsk en statsråd en person, mens et statsråd på norsk betegner (et møde i) regeringsorganet.

## Statsrådet historie i Danmark
Statsråd blev indført 22. marts 1848 i forbindelse med Martsrevolutionen, der ledte til vedtagelsen af Junigrundloven få måneder senere. Statsrådet afløste gehejmestatsrådet som Danmarks regering. Den vigtigste forandring var, at der forudsattes enighed mellem medlemmerne i alle vigtigere spørgsmål og handlefrihed for de enkelte medlemmer i mindre vigtige anliggender.
I Danmarks Riges Grundlov af 1849 hed det i § 21, at ministrene i forening udgør statsrådet. Kongen var således ikke efter 1849-grundloven en del af Statsrådet.
Indtil da var rådet at opfatte som et "rådgivende organ" for regenten, idet regenten jo ikke var en del af sin egen stab, det var jo og havde været siden enevældens indførelse at opfatte som en stab af rådgivere for regenten. 
Præciseringen af regentens og tronfølgerens deltagelse i statsrådet skete for at understrege, at der ikke var noget regeringsorgan udenfor eller oven over statsrådet.